# 玛丽亚塔弗尔
玛丽亚塔弗尔是奥地利下奥地利州梅尔克县的一个市镇。总面积12.18平方公里，总人口852人，人口密度70.0人/平方公里（2005年）。